# Inga melinonis
Inga melinonis là một loài thực vật có hoa trong họ Đậu. Loài này được Sagot miêu tả khoa học đầu tiên.